# 乗鞍岳 (福井県・滋賀県)
乗鞍岳（のりくらだけ）は、福井県敦賀市と滋賀県高島市との県境にある山塊である。高島トレイルのルートでもある。

## 概要
由来は定かではない。山麓にはスキー場のOhana Resort（旧名の国境スキー場、国境高原スノーパークを経て2024年に変更）があり豪雪地帯である。
七里半越のスキー場から高島トレイル登山道が整備されている。山頂には二等三角点がある。
長い平らな尾根には電波塔が2箇所あり、敦賀半島の発電所からの送電線がこの山頂を越えている。